# Shima Iwashita
Shima Iwashita (jap. 岩下 志麻 Iwashita Shima; ur. 3 stycznia 1941 w Tokio) – japońska aktorka.

## Życiorys
Urodziła się 3 stycznia 1941 w Tokio jako Shima Shinoda (jap. 篠田 志麻 Shinoda Shima). Córka aktora i producenta filmowego Kiyoshiego Nonomury (jap. 野々村潔 Nonomura Kiyoshi) oraz aktorki Miyoko Yamagishi (jap. 山岸美代子 Yamagishi Miyoko). Żona japońskiego reżysera Masahiro Shinody (jap. 篠田 正浩 Shinoda Masahiro).
W trakcie kariery wystąpiła m.in. w filmach: Harakiri (1962) w reż. Masakiego Kobayashiego, Późna jesień (1960) i Jesienne popołudnie (1962) w reż. Yasujirō Ozu, Miecz bestii (1965) w reż. Hideo Goshy. Wielokrotnie pojawiała się w filmach swojego męża Masahiro Shinody, w tym m.in.: Skrytobójstwo (1954), Samobójstwo kochanków w niebiańskiej Amijimie (1969), Milczenie (1971), Himiko (1974) i Sakura no Mori no Mankai no Shita (1975).